# Klan Scott
Klan Scott (gael. Scotach) – jeden ze szkockich klanów pochodzący z pogranicznych regionów Szkocji. Jedną z klanowych rezydencji był zamek Hermitage. 